# Estlands bank
Estlands bank (estisk: Eesti Pank) er centralbanken i Estland.
Banken blev grundlagt 24. februar 1919, efter en beslutning af landets midlertidige regering. Estland erklærede sig selvstændigt fra Det Russiske Kejserrige den 24. februar 1918, men blev ikke formelt løsrevet før 2. februar 1920. Bankens første centralbankchef var Mihkel Pung. Den nuværende formand for bestyrelsen i banken er Estlands tidligere statsminister Mart Laar.
Fra Sovjetunionens besættelse af Estland i 1940 og indtil landet igen blev selvstændigt i 1991, havde centralbanken i praksis ingen funktion, siden landets penge- og kreditpolitik var styret fra sovjetisk side. Da bankkrisen i Sovjetunionen startede i 1987, og grebet om de sovjetiske republikker (Estland hed dengang ESSR – Den estiske sovjetiske socialistiske republik) aftog, nedsatte Eesti Pank en arbejdsgruppe som arbejdede med reetableringen af banken, og introduktionen af deres egen valuta.
Overgangsprogrammet blev præsenteret overfor regeringen i december 1989, der blev valutaen præsenteret; 1 kroon = 100 sent. ESSRs højesteret vedtog 15. december en resolution, som reetablerede Eesti Pank og landets nye valuta. Rein Otsason blev nomineret som bankens nye præsident.
Pr november 2005 er Anders Lipstok centralbankchef, og banken har følgende hovedopgaver:
- bidrage til estisk økonomisk politik ved at implementere pengepolitik, være rådgiver overfor regeringen og udøve internationalt samarbejde
- være ansvarlig for finansiel stabilitet ved at udvikle landets finansnæring og betalingssystemer
- udstede landets valuta

Siden Estland er medlem af EU, er også centralbanken medlem af ESCB – Det Europæiske System af Centralbanker og Eurosamarbejdet. På denne måde har banken indflydelse på pengepolitikken og den økonomiske politik både i Estland og i EU.
Målsætningen i ESCB er at bevare prisstabilitet i EU-regionen. For tiden er målet for inflationen sat til 2%.

## Eksterne links
- Officiel hjemmeside Arkiveret 6. januar 2009 hos  Wayback Machine

59°25′58″N 24°44′57″Ø / 59.43278°N 24.74917°Ø